# Xenotruxalis
Xenotruxalis is een geslacht van rechtvleugeligen uit de familie veldsprinkhanen (Acrididae). De wetenschappelijke naam van dit geslacht is voor het eerst geldig gepubliceerd in 1950 door Dirsh.

## Soorten
Het geslacht Xenotruxalis  is monotypisch en omvat slechts de volgende soort:
- Xenotruxalis fenestrata (Ramme, 1929)